# Општина Дерска (Ботошани)
Дерска (рум. Dersca) општина је у Румунији у округу Ботошани.
Oпштина се налази на надморској висини од 329 m.